# Купеческая гильдия
Купе́ческая ги́льдия — основная форма организации людей, занятых торговлей. Заимствовано из нем. Gilde («объединение купцов, корпорация») (от старо-нем. gilda, gelda, gildomia — «плата»; сравн. с совр. Geld — «деньги»). Родственные понятия: Zunft, Hanse («цех, уния»). Гильдии защищали своих членов и подчиняли их деятельность определённым правилам.

## История
В российских источниках слово «гильдия» появляется с 1719 года. Принятый в 1721 году Устав Главного магистрата делил всё городское население страны на «регулярных граждан», распределявшихся в зависимости от капитала и рода занятий по двум купеческим гильдиям, и «подлых людей» — чернорабочих и подёнщиков.
В 1722 году с учреждением цехов из «регулярных граждан» были выделены «цеховые».
В 1742 году была образована третья купеческая гильдия, категория «подлых людей» упразднялась.
За купечеством закреплялись предпочтительные права на занятие торгово-промысловой деятельностью. В 1709 году всем торгующим и промышленным людям было вменено в обязанность приписываться к городским посадам, в противном случае им запрещалось заниматься торговлей и промыслами. В 1723 году крестьяне и разночинцы, имевшие лавочную торговлю и промыслы на сумму более 500 рублей, были обложены, как и купечество, 40-алтынной подушной податью, при этом им предписывалось записываться в посады.
В первой половине XVIII века законодательство было непоследовательным в предоставлении исключительных прав на торговлю купечеству. Например, указ от 13 апреля 1711 года разрешал заниматься торговлей людям всех званий на условии уплаты торговых сборов, а в 1722 году была образована сословная группа «торгующих крестьян».
Таможенный устав 1755 года, разрешал не купеческим сословиям торговать лишь изделиями и продукцией собственного производства, а остальными товарами — по «особой описи». В 1760 году Правительствующий сенат издал указ о «неторговании никому разночинцам, кроме купечества, никакими российскими и иностранными товарами».
Лишь Жалованная грамота городам 1785 года предоставила купечеству монополию на торговую деятельность, что вызвало приток записавшихся в это сословие. Купцы первой гильдии могли вести заграничную торговлю, владеть морскими судами, и имели право свободного передвижения по стране, так называемую «паспортную льготу». Купцы второй гильдии могли владеть речными судами. Кроме того, купцы первой и второй гильдии могли владеть фабриками и заводами, освобождались от телесных наказаний и от рекрутской повинности. Купцы третьей гильдии могли вести мелочную торговлю, содержать трактиры и постоялые дворы, заниматься ремеслом. Для поощрения купцов было введено почётное гражданство.
До гильдейской реформы 1775 года деление на гильдии производилось по имущественному принципу. Купцы были обложены единым 40-алтынным подушным окладом и не были обязаны к уплате гильдейской подати, величина которой зависела от принадлежности к той или иной гильдии. В небольших и малоразвитых в торгово-промышленном отношении городах устанавливался более низкий имущественный ценз для записи в гильдии.
До 1775 года тех, кто был приписан к третьей гильдии можно считать купцами лишь номинально. Многие из купцов высших гильдий не вели торговли из-за недостаточности капитала, а купцы третьей гильдии занимались ремёслами, мелкой торговлей или работали по найму. Например, в сибирских городах в 1764—1766 годах лишь около 40% купцов реально занимались торговлей.
После проведения гильдейской реформы 1775 года купечество было разделено на 3 гильдии сообразно размеру объявляемого капитала. При этом минимум капитала, необходимого для записи в третью гильдию, был установлен на уровне 500 рублей, во вторую — одной тысячи рублей, первую — десяти тысяч рублей. К величине объявляемых капиталов привязывался и размер взимаемого в казну гильдейского сбора, установленного в сумме 1% от величины объявляемого капитала. Численность купечества сильно сократилась, в купечество записались 27 тысяч человек, что составляло 12,2% от дореформенной численности. Минимальные размеры объявляемого капитала увеличивались.
| Годы                   | 1775   | 1785   | 1794   | 1807   |
| ---------------------- | ------ | ------ | ------ | ------ |
| Первая гильдия, рублей | 10 000 | 10 000 | 16 000 | 50 000 |
| Вторая гильдия, рублей | 1000   | 5000   | 8000   | 20 000 |
| Третья гильдия, рублей | 500    | 1000   | 2000   | 8000   |

Эти финансовые цензы могли исчисляться, по-видимому, и в рублях серебром, и в рублях ассигнациями. Первоначально между этими двумя способами подсчета не было разницы, но начиная со второй половины 1780-х курс ассигнационного рубля стал снижаться. Из-за курсовой нестабильности ассигнаций указанные цензы, в конечном счете, пришлось привести в чисто «серебряное» исчисление, ценз в 50 тысяч принял вид 15 тысяч рублей серебром, ценз в 20 тысяч стал равен 6 тысячам серебряных рублей, а 8-тысячный ценз пересчитали как 2400 серебряных рублей.
Манифест о купечестве от 1 января 1807 года установил монополию купцов первой гильдии на кяхтинскую торговлю. После этого в Сибири значительно выросло число купцов первой гильдии за счёт перехода в высшую гильдию занимавшихся внешнеторговыми операциями купцов второй и третьей гильдий.
После каждого повышения гильдейских сборов численность купечества снижалась, однако через несколько лет начинался приток новых купцов.
| Годы             | 1775 | 1797   | 1810   | 1812   | 1821    |
| ---------------- | ---- | ------ | ------ | ------ | ------- |
| Гильдейский сбор | 1 %  | 1,25 % | 1,75 % | 4,75 % | 5,225 % |

Кроме повышения гильдейских сборов на численность купечества влияли другие причины, например, сужение круга родственников, которым дозволялось состоять в одном общем капитале. Указом Правительствующего сената от 28 февраля 1809 года главам купеческих семей разрешалось записывать в свой капитал только детей и внуков, братья могли числиться в одном капитале только в том случае, если они объявляли наследственный капитал, с которого был уплачен в законном порядке налог за перевод наследства. В случаях, когда нахождение в общем капитале признавалось незаконным, предписывалось каждому из братьев объявить капитал раздельно, а при неспособности внести гильдейский сбор — переходить в мещанство.
В 1812 году была вновь организована сословно-податная группа «торгующих крестьян», получивших сравнимые с купечеством торговые права без обязательной записи в купеческие гильдии, что также не способствовало росту купечества. Многие мещане вели торговлю, не объявляя своих капиталов, и не уплачивая гильдевых сборов. Доходы государственной казны стали падать, что и стало причиной реформы 1824 года. К этому времени минимальный размер объявленного капитала увеличился для купцов первой гильдии до 50 тысяч рублей, второй гильдии — до 20 тысяч рублей, третьей гильдии — до 8 тысяч рублей. Гильдейский сбор вырос в ещё большей пропорции (в сравнении с 1755 годом): с купцов первой гильдии со 100 до 3212 рублей, второй гильдии — с 10 до 1345 рублей, третьей гильдии — с 5 до 438 рублей.

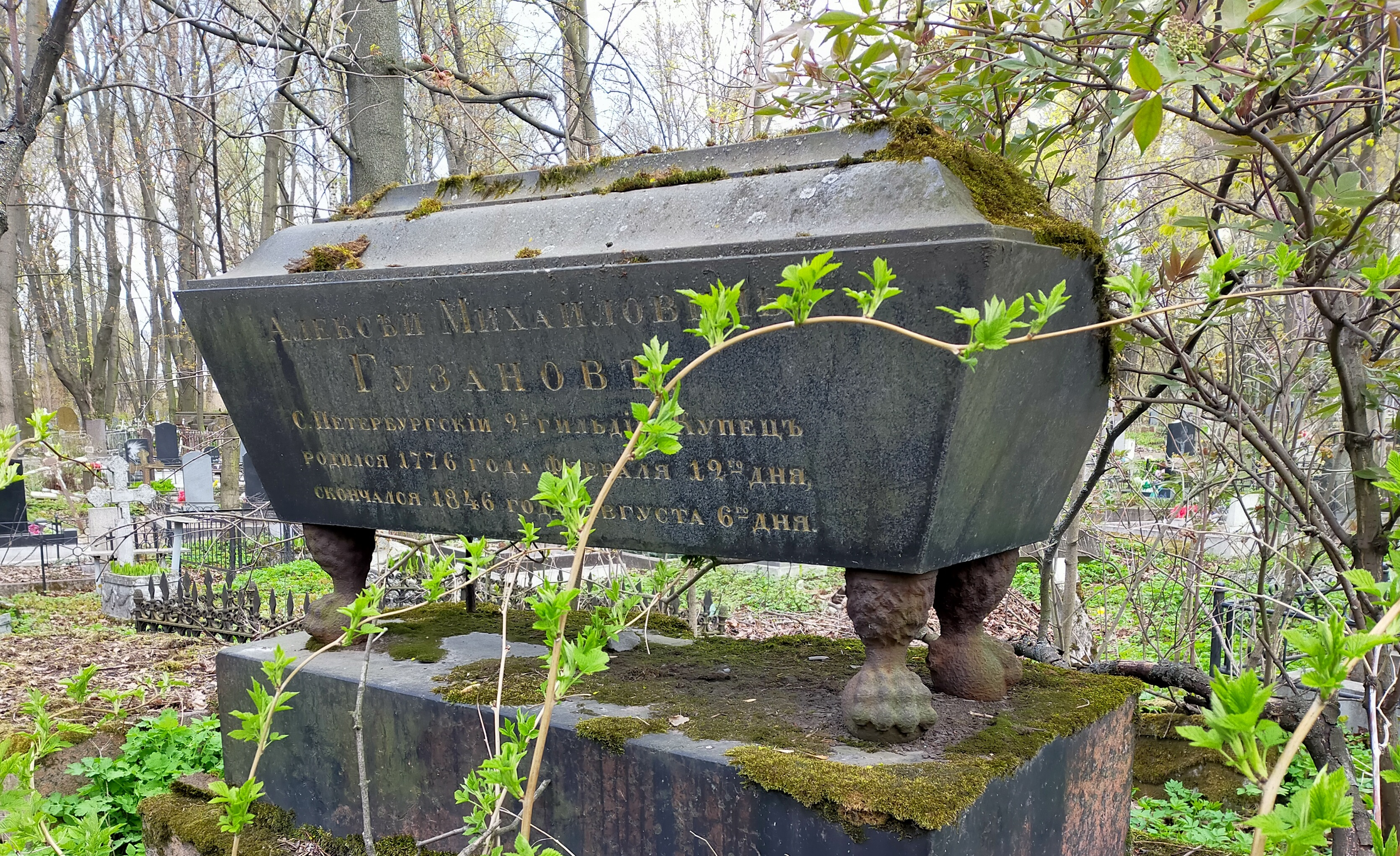
С.Петербургский 2-й гильдии купец А.М. Гузанов (1776-1846), надгробие на Волковском лютеранском кладбище

В 1824 году была проведена гильдейская реформа министра финансов Канкрина. Гильдейские пошлины были уменьшены в 1,4—2 раза, налогообложение купцов первой и второй гильдий вернулось к уровню 1812 года, составив соответственно 2200 и 880 рублей, а третьей гильдии (после ещё одного снижения пошлины в 1826 году с 220—132 до 150—100 рублей) — к уровню 1807—1810 годов. Налогообложение других торгующих сословий было увеличено. Начался прирост купечества. Прирост происходил, в основном, за счёт третьей гильдии в которую вступали торгующие мещане. Реформа Канкрина выделила отдельную категорию «торгующие мещане», но в 1826 году эта категория была упразднена.
После реформы 1824 года налогообложение купцов было переведено на серебро в 1839 году, и практически не изменялось до 1863 года.
| Годы    | 1782    | 1795    | 1812    | 1816   | 1820   | 1825   | 1830   | 1835    | 1840    | 1845    | 1850    | 1854    |
| ------- | ------- | ------- | ------- | ------ | ------ | ------ | ------ | ------- | ------- | ------- | ------- | ------- |
| Человек | 107 300 | 120 400 | 124 800 | 82 600 | 67 300 | 77 500 | 72 700 | 119 300 | 136 400 | 131 100 | 129 600 | 180 300 |

| Годы                   | I гильдия | II гильдия | III гильдия |
| ---------------------- | --------- | ---------- | ----------- |
| 1815—1824              | 3,0 %     | 7,0 %      | 90 %        |
| 1830-е                 | 2,4 %     | 5 %        | 92,6 %      |
| 1840-е                 | 2,2 %     | 5,3 %      | 92,5 %      |
| Первая половина 1850-х | 2,0 %     | 5,2 %      | 92,8 %      |